# 요한 라돈
요한 카를 아우구스트 라돈(독일어: Johann Karl August Radon, 1887~1959)은 오스트리아의 수학자이다. 측도론에 공헌하였다.

## 생애
1887년 오스트리아-헝가리 제국(오늘날 체코)의 데친에서 태어났다. 1910년에 빈 대학교에서 박사 학위를 수여받았고, 1914년에 하빌리타치온을 획득하였다. 근시로 인하여, 제1차 세계 대전에 징집되는 것을 면할 수 있었다. 1916년에 김나지움 교사 마리아 리겔레(독일어: Maria Rigele)와 결혼하였고 3남 1녀를 두었다. 세 아들은 모두 어려서 사망하였고, 딸 브리기테(영어: Brigitte, 1924~)는 훗날 수학자가 되었다.
1919년에 신설된 함부르크 대학교의 교수가 되었다. 1922년에 그라이프스발트 대학교 교수가 되었고, 1925년에 에를랑겐 대학교로 이전하였다. 1928년에는 브로츠와프 대학교 교수가 되었다.
제2차 세계 대전 이후 1946년에 빈 대학교로 이전하였다. 1956년에 빈에서 사망하였다.

## 같이 보기
- 폴란드 공간

## 참고 문헌
- Gindikin, Semen Grigor’evich; Michor, Peter W., 편집. (1994). 《75 years of Radon transform: proceedings of the conference held at the Erwin Schrödinger International Institute for Mathematical Physics in Vienna, August 31-September 4, 1992》. Conference Proceedings and Lecture Notes in Mathematical Physics (영어) 4. International Press.